# Antonio Berti (senatore)
Antonio Berti (Venezia, 20 giugno 1812 – Venezia, 24 marzo 1879) è stato un medico e politico italiano.
Fu senatore del regno d'Italia nella XIII legislatura.